# Ómnibus Cristóbal Colón
Ómnibus Cristóbal Colón, 
Autobuses OCC y CC más conocida son una empresa mexicana de Autotransporte de Pasajeros, con sede en la Ciudad de México. Actualmente forma parte de Mobility ADO.

## Historia
- En 1930 se crea la Unión de Propietarios de Autotransportes México - Cuautla - Cuernavaca .
- Don Margarito Gaona es el fundador, en esa década de los años 30, de lo que después cambiaría de nombre a Ómnibus Cristóbal Colón. Fue un brillante empresario pionero del transporte.
- Inicio en aquellos años, Don Margarito, en forma muy modesta, y con una sencilla camioneta usada,  con una primera ruta que iba del Zócalo de la Ciudad de México al poblado de San Rafael , en el Estado de México, por los rumbos de Amecameca.
- En 1950 la sociedad cambia su razón social por la de Autobuses México – Cuautla – Matamoros y Anexas Flecha Roja, en ese mismo año adquieren los derechos de la Sociedad de Autobuses del Sureste, empresa que realizaba la ruta México – Río Frío – Puebla - Matamoros – Oaxaca y sus autobuses eran conocidos como La Niña, La Pinta y La Santa María; de ahí deriva su actual nombre.
- En 1976 OCC realiza un intercambio de acciones y derechos con ADO, por lo que la primera podía realizar sus rutas atravesando Córdoba y la segunda entra con sus corridas a Oaxaca.
- Para 1988 los socios de ADO, aumenta su participación en OCC, con lo que se implementan nuevos cambios y políticas, integrándose plenamente a Grupo ADO (hoy Mobility ADO).
- 1994 se crea la marca Maya de Oro de servicio ejecutivo, se fusiona  en 2002 con ADO GL.
- En 2002 nace la línea comercial OCC
- Durante las siguientes décadas se da una integración comercial con Pullman de Morelos, además de un fortalecimiento de estrategias con Estrella de Oro cómo parte de la unificación de marcas de ADO.

## Servicios
El servicio que presta OCC (Ómnibus Cristóbal Colón) es de primera clase, por lo que sus unidades cuentan con Monitores de TV, WC y sus servicios son semi directos.
El Servicio que presta CC (Cristóbal Colón) es de servicio económico,  sus unidades cuentan con monitores de TV, WC y servicio semi-directo.

## Destinos
OCC tiene presencia en 11 estados del país incluyendo a la Ciudad de México, sus principales destinos son: 
| Estado           | Destinos |
| ---------------- | --- |
| Campeche         | Ciudad de Campeche, Ciudad del Carmen. |
| Ciudad de México | Aeropuerto Llegadas Nacionales, México Norte, México TAPO, México Taxqueña, Santa Martha Acatitla. |
| Chiapas          | Arriaga, Chiapa de Corzo, Cintalapa, Comalapa, Comitán de Domínguez, Escuintla, Huixtla, Mapastepec, Motozintla, Palenque, Pichucalco, Pijijiapan, San Cristóbal de las Casas, Tapachula, Tonalá, Tuxtla Gutiérrez. |
| Estado de México | Ixtapaluca. |
| Morelos          | Cuautla, Oaxtepec, Tepoztlán. |
| Oaxaca           | Huajuapan de León, Santa María Huatulco, Juchitán de Zaragoza, Matías Romero, Asunción Nochixtlán, Oaxaca Terminal Primera Clase, Santiago Pinotepa Nacional, San Pedro Pochutla, Puerto Escondido, Salina Cruz, San Juan Teposcolula, Heroica Ciudad de Tlaxiaco, Tapanatepec, Tehuantepec, San Juan Bautista Tuxtepec, Unión Hidalgo, Yolomécatl, Zanatepec. |
| Puebla           | Acatlán de Osorio, Puebla CAPU. |
| Quintana Roo     | Cancún, Chetumal, Playa del Carmen, Tulum. |
| Tabasco          | Heroica Cárdenas, Frontera, Teapa, Villahermosa. |
| Veracruz         | Acayucan, Coatzacoalcos, Córdoba, La Tinaja, Minatitlán, Ciudad de Veracruz, Xalapa. |
| Yucatán          | Mérida CAME (Mérida Centro Histórico). |